# Илинген (Виртемберг)
Илинген (њем. Illingen) општина је у њемачкој савезној држави Баден-Виртемберг. Једно је од 28 општинских средишта округа Енцкрајс. Према процјени из 2010. у општини је живјело 7.221 становника. Посједује регионалну шифру (AGS) 8236028.

## Географски и демографски подаци
Илинген се налази у савезној држави Баден-Виртемберг у округу Енцкрајс. Општина се налази на надморској висини од 235 метара. Површина општине износи 29,4 km². У самом мјесту је, према процјени из 2010. године, живјело 7.221 становника. Просјечна густина становништва износи 246 становника/km².